# العلاقات الرومانية الليبيرية
العلاقات الرومانية الليبيرية هي العلاقات الثنائية التي تجمع بين رومانيا وليبيريا.

## مقارنة بين البلدين
هذه مقارنة عامة ومرجعية للدولتين:
| وجه المقارنة                                              | رومانيا                                                                               | ليبيريا      |
| --------------------------------------------------------- | ------------------------------------------------------------------------------------- | ------------ |
| المساحة (كم2)                                             | 238.40 ألف                                                                            | 111.37 ألف   |
| عدد السكان (نسمة)                                         | 19.59 مليون                                                                           | 4.73 مليون   |
| الكثافة السكانية (ن./كم²)                                 | 82.17                                                                                 | 42.47        |
| العاصمة                                                   | بوخارست                                                                               | مونروفيا     |
| اللغة الرسمية                                             | اللغة الرومانية                                                                       | لغة إنجليزية |
| العملة                                                    | ليو روماني                                                                            | دولار ليبيري |
| الناتج المحلي الإجمالي (بليون دولار)                      | 211.80 مليار                                                                          | 2.16 مليار   |
| الناتج المحلي الإجمالي (تعادل القوة الشرائية) بليون دولار | 465.56 مليار                                                                          | 3.76 مليار   |
| الناتج المحلي الإجمالي الاسمي للفرد دولار أمريكي          | 9.47 ألف                                                                              | 455          |
| الناتج المحلي الإجمالي للفرد دولار أمريكي                 | 23.63 ألف                                                                             | 842          |
| مؤشر التنمية البشرية                                      | 0.793                                                                                 | 0.430        |
| رمز المكالمات الدولي                                      | +40                                                                                   | +231         |
| رمز الإنترنت                                              | .ro                                                                                   | .lr          |
| المنطقة الزمنية                                           | ت ع م+02:00، ت ع م+03:00، أوروبا/بوخارست ‏، توقيت شرق أوروبا، توقيت شرق أوروبا الصيفي ‏ | 00           |

## منظمات دولية مشتركة
يشترك البلدان في عضوية مجموعة من المنظمات الدولية، منها:
| علم المنظمة | اسم المنظمة                               | تاريخ انضمام رومانيا | تاريخ انضمام ليبيريا |
| ----------- | ----------------------------------------- | -------------------- | -------------------- |
|             | مؤسسة التنمية الدولية                     | 12 أبريل 2014        | 28 مارس 1962         |
|             | مؤسسة التمويل الدولية                     | 23 سبتمبر 1990       | 28 مارس 1962         |
|             | منظمة حظر الأسلحة الكيميائية              | ?                    | ?                    |
|             | الأمم المتحدة                             | 14 ديسمبر 1955       | 2 نوفمبر 1945        |
|             | الاتحاد الدولي للاتصالات                  | 9 فبراير 1866        | 10 أكتوبر 1927       |
|             | منظمة الشرطة الجنائية الدولية             | ?                    | ?                    |
|             | البنك الدولي للإنشاء والتعمير             | 15 ديسمبر 1972       | 28 مارس 1962         |
|             | الاتحاد البريدي العالمي                   | ?                    | ?                    |
|             | المركز الدولي لتسوية المنازعات الاستشارية | 12 أكتوبر 1975       | 16 يوليو 1970        |
|             | وكالة ضمان الاستثمار متعدد الأطراف        | 10 سبتمبر 1992       | 12 أبريل 2007        |
|             | يونسكو                                    | 27 يوليو 1956        | 6 مارس 1947          |

## وصلات خارجية
- موقع وزارة الخارجية الرومانية
- موقع وزارة الخارجية الليبيرية